# Les Murray
Leslie Allan Murray, detto Les (Nabiac, 17 ottobre 1938 – Taree, 29 aprile 2019), è stato un poeta e scrittore australiano.

## Biografia
Nato a Nabiac, Nuovo Galles del Sud, nel 1938, trascorre la sua infanzia in povertà nella fattoria dei nonni nel distretto di Bunyah.
Rimasto orfano della madre nel 1951, si deve occupare del padre malato e, dopo essere stato vittima di bullismo durante l'adolescenza, inizia a studiare all'Università di Sydney dove entra in contatto con i giovani scrittori dell'epoca.
Sposatosi nel 1962, la sua prima raccolta di poesie esce tre anni più tardi e da allora ha pubblicato altre dodici collezioni di liriche, due romanzi in versi, numerosi saggi oltre a curare sei antologie poetiche.
Tra i numerosi riconoscimenti ottenuti si annovera un T. S. Eliot Prize nel 1996 e un Premio Mondello nel 2004 come autore straniero.
Muore a Taree, nel Nuovo Galles del Sud, il 29 aprile 2019 a 80 anni dopo una lunga malattia.

## Opere tradotte in italiano

### Poesia
- Un arcobaleno perfettamente normale (An Absolutely Ordinary Rainbow) (2000), Milano, Adelphi, 2004 a cura di Gaetano Prampolini ISBN 88-459-1900-5.

### Romanzi in versi
- Freddy nettuno (Fredy Neptune) (1999), Varese, Giano, 2004 traduzione e postfazione di Massimiliano Morini ISBN 88-7420-022-6.

### Saggi
- Lettere dalla Beozia: scritti sull'Australia e la poesia, Varese, Giano, 2005 traduzione e postfazione di Massimiliano Morini ISBN 88-7420-056-0.